# Mexicaanse witneklijster
De Mexicaanse witneklijster (Turdus assimilis) is een zangvogel uit de familie lijsters (Turdidae).

## Verspreiding en leefgebied
Deze soort telt 13 ondersoorten:
- T. a. calliphthongus: noordwestelijk Mexico.
- T. a. lygrus: centraal en zuidelijk Mexico.
- T. a. suttoni: oostelijk Mexico.
- T. a. assimilis: centraal Mexico.
- T. a. leucauchen: van de Atlantische helling van zuidelijk Mexico tot Costa Rica.
- T. a. hondurensis: centraal Honduras.
- T. a. benti: zuidwestelijk El Salvador.
- T. a. rubicundus: zuidelijk Mexico, westelijk Guatemala en El Salvador.
- T. a. atrotinctus: oostelijk Honduras en noordelijk Nicaragua.
- T. a. cnephosus: zuidwestelijk Costa Rica en westelijk Panama.
- T. a. campanicola: centraal Panama.
- T. a. croizati: Azuero in het zuidelijke deel van Centraal-Panama.
- T. a. coibensis: Nationaal Park Coiba.